# Pedro Verdugo de Albornoz Ursúa
Pedro Verdugo de Albornoz Ursúa (1657-1720), nacido en Carmona, provincia de Sevilla. Académico de la Real Academia Española.

## Biografía
Su padre era Alonso Verdugo y Albornoz, natural de Carmona y casado el 31 de agosto de 1653 en Carmona con María Antonia de Ursúa y Egues, hija de Pedro de Ursúa y Arizmendi, conde de Gerena, vizconde de Ursúa, señor de Ursúa y barón de Oticoren. Fue bautizado en Carmona el 22 de noviembre de 1657, y también fue caballero de la Orden de Alcántara desde 1668. Fue el segundo conde de Torrepalma, título otorgado por el rey Carlos II de España a su padre Alonso Verdugo y Albornoz el 4 de noviembre de 1680. 
Contrajo matrimonio el 6 de enero de 1685. Académico de la Real Academia Española entre 1715 y 1720, ocupando el sillón X. Su hijo fue Alonso Verdugo de Castilla, tercer conde de Torrepalma, (Alcalá la Real, provincia de Jaén, septiembre de 1706 - Torino, Italia, marzo de 1767), miembro también de la Real Academia Española entre 1740 y 1767.